# Olympische Winterspiele 1968/Ski Alpin – Slalom (Männer)
Der Slalom der Männer bei den Olympischen Winterspielen 1968 wurde am 16. und 17. Februar 1968 in Chamrousse ausgetragen. Das Rennen bestand aus zwei Läufen, aus denen beide Zeiten die Gesamtzeit ergaben. Zuvor fand ein zweiteiliger Qualifikationswettkampf statt. Im ersten Teil wurden die Teilnehmer in 17 Gruppen eingeteilt, aus denen sich jeweils die zwei Schnellsten direkt für das Rennen qualifizieren konnten. Darauf folgte ein Hoffnungslauf, an dem weitere 17 Startplätze vergeben wurden. Am Start waren 100 Teilnehmer aus 33 Ländern. Olympiasieger wurde Jean-Claude Killy aus Frankreich mit einer Gesamtzeit von 1:39,73 Minuten. Die Silbermedaille holte der Österreicher Herbert Huber vor seinem Landsmann Alfred Matt, der die Bronzemedaille gewann. Das Rennen am 17. Februar fand im dichten Nebel statt und führte dazu, dass der Österreicher Karl Schranz den Lauf abbrach, weil sich ein Pistenbetreuer auf der Strecke befand. Er durfte den Lauf wiederholen und lief Bestzeit, womit er zunächst die Goldmedaille gewann. Er wurde aber nachträglich disqualifiziert, da er beim ersten Lauf vor dem Abbruch einen Torfehler begangen hatte.

## Ergebnisse

### Finale
| Rang | #  | Athlet                    | Land               | 1. Lauf  | 1. Lauf | 2. Lauf  | 2. Lauf | Gesamt     | Gesamt        |
| Rang | #  | Athlet                    | Land               | Zeit (s) | Rang    | Zeit (s) | Rang    | Zeit (min) | Rückstand (s) |
| ---- | -- | ------------------------- | ------------------ | -------- | ------- | -------- | ------- | ---------- | ------------- |
| 001  | 15 | Jean-Claude Killy         | Frankreich         | 49,37    | 1       | 50,36    | 4       | 1:39,73    | -             |
| 002  | 4  | Herbert Huber             | Österreich         | 50,06    | 13      | 49,76    | 2       | 1:39,82    | +0,09         |
| 003  | 10 | Alfred Matt               | Österreich         | 49,68    | 2       | 50,41    | 5       | 1:40,09    | +0,36         |
| 004  | 8  | Dumeng Giovanoli          | Schweiz            | 49,89    | 6       | 50,33    | 3       | 1:40,22    | +0,49         |
| 005  | 20 | Spider Sabich             | Vereinigte Staaten | 49,75    | 4       | 50,74    | 7       | 1:40,49    | +0,76         |
| 006  | 21 | Andrzej Bachleda-Curuś    | Polen              | 49,88    | 5       | 50,73    | 6       | 1:40,61    | +0,88         |
| 007  | 13 | Jimmy Heuga               | Vereinigte Staaten | 49,96    | 11      | 51,01    | 9       | 1:40,97    | +1,24         |
| 008  | 11 | Alain Penz                | Frankreich         | 49,89    | 6       | 51,25    | 11      | 1:41,14    | +1,41         |
| 009  | 3  | Rick Chaffee              | Vereinigte Staaten | 49,95    | 10      | 51,24    | 10      | 1:41,19    | +1,46         |
| 010  | 18 | Peter Frei                | Schweiz            | 50,04    | 12      | 51,94    | 15      | 1:41,98    | +2,25         |
| 011  | 29 | Rune Lindström            | Schweden           | 51,19    | 15      | 50,80    | 8       | 1:41,99    | +2,26         |
| 012  | 23 | Luggi Leitner             | BR Deutschland     | 50,89    | 14      | 52,61    | 19      | 1:43,50    | +3,77         |
| 013  | 27 | Eberhard Riedel           | DDR                | 52,00    | 25      | 52,07    | 16      | 1:44,07    | +4,34         |
| 014  | 2  | Heini Messner             | Österreich         | 52,32    | 27      | 51,83    | 14      | 1:44,15    | +4,42         |
| 014  | 17 | Lasse Hamre               | Norwegen           | 51,84    | 23      | 52,31    | 18      | 1:44,15    | +4,42         |
| 016  | 43 | Alfred Hagn               | BR Deutschland     | 52,95    | 30      | 51,70    | 13      | 1:44,65    | +4,92         |
| 017  | 22 | Jon Terje Øverland        | Norwegen           | 51,51    | 18      | 53,37    | 22      | 1:44,88    | +5,15         |
| 018  | 35 | Ulf Ekstam                | Finnland           | 52,66    | 29      | 52,26    | 17      | 1:44,92    | +5,19         |
| 019  | 25 | Ivo Mahlknecht            | Italien            | 52,22    | 26      | 53,03    | 20      | 1:45,25    | +5,52         |
| 020  | 30 | Max Rieger                | BR Deutschland     | 53,81    | 35      | 51,57    | 12      | 1:45,38    | +5,65         |
| 021  | 46 | Ryszard Ćwikła            | Polen              | 53,69    | 33      | 53,11    | 21      | 1:46,80    | +7,07         |
| 022  | 31 | Bjarne Strand             | Norwegen           | 51,69    | 21      | 55,69    | 24      | 1:47,38    | +7,65         |
| 023  | 34 | Francisco Fernández Ochoa | Spanien            | 53,52    | 31      | 54,61    | 23      | 1:48,13    | +8,40         |
| 024  | 50 | Malcolm Milne             | Australien         | 56,36    | 41      | 56,06    | 25      | 1:52,42    | +12,69        |
| 025  | 45 | Dan Cristea               | Rumänien           | 56,10    | 39      | 57,23    | 26      | 1:53,33    | +13,60        |
| 026  | 51 | Wassili Melnikow          | Sowjetunion        | 54,94    | 38      | 59,48    | 30      | 1:54,42    | +14,69        |
| 027  | 47 | Carlos Adsera             | Spanien            | 59,54    | 42      | 57,67    | 27      | 1:57,21    | +17,48        |
| 028  | 49 | Blaž Jakopič              | Jugoslawien        | 54,26    | 37      | 63,22    | 31      | 1:57,48    | +17,75        |
| 029  | 56 | Petar Angelow             | Bulgarien          | 60,72    | 43      | 58,07    | 28      | 1:58,79    | +19,06        |
| 030  | 40 | Jeremy Palmer-Tomkinson   | Großbritannien     | 54,19    | 36      | 66,93    | 32      | 2:01,12    | +21,39        |
| 031  | 55 | Andrei Belokrinkin        | Sowjetunion        | 68,96    | 45      | 58,90    | 29      | 2:07,86    | +28,13        |
|      | 9  | Karl Schranz              | Österreich         | 49,69    | DSQ     | 49,53    | 1       | DSQ        | DSQ           |
|      | 24 | Carlo Senoner             | Italien            | 51,63    | 20      | DNF      | DNF     | DNF        | DNF           |
|      | 1  | Olle Rolén                | Schweden           | 51,77    | 22      | DSQ      | DSQ     | DSQ        | DSQ           |
|      | 52 | Richard Leatherbee        | Chile              | 56,26    | 40      | DSQ      | DSQ     | DSQ        | DSQ           |
|      | 5  | Guy Périllat              | Frankreich         | 49,89    | 6       | DSQ      | DSQ     | DSQ        | DSQ           |
|      | 6  | Jean-Pierre Augert        | Frankreich         | 51,32    | 17      | DSQ      | DSQ     | DSQ        | DSQ           |
|      | 12 | Håkon Mjøen               | Norwegen           | 49,91    | 9       | DSQ      | DSQ     | DSQ        | DSQ           |
|      | 14 | Bengt-Erik Grahn          | Schweden           | 49,74    | 3       | DSQ      | DSQ     | DSQ        | DSQ           |
|      | 19 | Andreas Sprecher          | Schweiz            | 51,91    | 24      | DSQ      | DSQ     | DSQ        | DSQ           |
|      | 28 | Willi Lesch               | BR Deutschland     | 51,28    | 16      | DSQ      | DSQ     | DSQ        | DSQ           |
|      | 33 | Jaroslav Janda            | Tschechoslowakei   | 51,62    | 19      | DSQ      | DSQ     | DSQ        | DSQ           |
|      | 37 | Wolfgang Ender            | Liechtenstein      | 53,67    | 32      | DSQ      | DSQ     | DSQ        | DSQ           |
|      | 38 | Per-Olov Richardsson      | Schweden           | 52,46    | 28      | DSQ      | DSQ     | DSQ        | DSQ           |
|      | 41 | Robert Swan               | Kanada             | 53,75    | 34      | DSQ      | DSQ     | DSQ        | DSQ           |
|      | 48 | Milan Pažout              | Tschechoslowakei   | 62,29    | 44      | DSQ      | DSQ     | DSQ        | DSQ           |
|      | 7  | Billy Kidd                | Vereinigte Staaten | DNF      | DNF     | DNF      | DNF     | DNF        | DNF           |
|      | 26 | Rod Hebron                | Kanada             | DNF      | DNF     | DNF      | DNF     | DNF        | DNF           |
|      | 42 | Aurelio García            | Spanien            | DNF      | DNF     | DNF      | DNF     | DNF        | DNF           |
|      | 54 | Athanasios Tsimikalis     | Griechenland       | DNF      | DNF     | DNF      | DNF     | DNF        | DNF           |
|      | 39 | Willy Favre               | Schweiz            | DSQ      | DSQ     | DSQ      | DSQ     | DSQ        | DSQ           |

## Qualifikation

### Runde 1
Die ersten beiden in jedem Heat qualifizierten sich direkt für das Finale. Alle weiteren Teilnehmer kamen in die zweite Runde der Qualifikation.
Heat A
| Rang | Athlet                | Land           | Zeit (s) | Rückstand (s) |
| ---- | --------------------- | -------------- | -------- | ------------- |
| 1    | Jean-Claude Killy     | Frankreich     | 49,89    | -             |
| 2    | Robert Swan           | Kanada         | 53,50    | +3,61         |
| 3    | Ulf Ekstam            | Finnland       | 54,79    | +4,90         |
| 4    | Ian Todd              | Großbritannien | 57,53    | +7,64         |
| 5    | Nagib Barrak          | Libanon        | 67,13    | +17,24        |
| 6    | Kristinn Benediktsson | Island         | 67,66    | +17,77        |

Heat B
| Rang | Athlet               | Land           | Zeit (s) | Rückstand (s) |
| ---- | -------------------- | -------------- | -------- | ------------- |
| 1    | Dumeng Giovanoli     | Schweiz        | 51,14    | -             |
| 2    | Per-Olov Richardsson | Schweden       | 54,83    | +3,69         |
| 3    | Luggi Leitner        | BR Deutschland | 55,34    | +4,20         |
| 4    | Jorge Rodríguez      | Spanien        | 57,30    | +6,16         |
| 5    | Mehmet Yıldırım      | Türkei         | 65,31    | +14,17        |
| -    | Robert Palmer        | Neuseeland     | DSQ      | -             |

Heat C
| Rang | Athlet                    | Land           | Zeit (s) | Rückstand (s) |
| ---- | ------------------------- | -------------- | -------- | ------------- |
| 1    | Alfred Matt               | Österreich     | 50,99    | -             |
| 2    | Lasse Hamre               | Norwegen       | 53,33    | +2,34         |
| 3    | Francisco Fernández Ochoa | Spanien        | 53,43    | +2,44         |
| 4    | Luke O'Reilly             | Großbritannien | 54,35    | +3,36         |
| 5    | Lotfollah Kia Shemshaki   | Iran           | 57,18    | +6,19         |
| -    | Murray Gardner            | Neuseeland     | DSQ      | -             |

Heat D
| Rang | Athlet             | Land             | Zeit (s) | Rückstand (s) |
| ---- | ------------------ | ---------------- | -------- | ------------- |
| 1    | Håkon Mjøen        | Norwegen         | 52,36    | -             |
| 2    | Jaroslav Janda     | Tschechoslowakei | 53,20    | +0,84         |
| 3    | Max Rieger         | BR Deutschland   | 54,20    | +1,84         |
| 4    | Fayzollah Band Ali | Iran             | 58,90    | +6,54         |
| 5    | Mario Vera         | Chile            | 66,02    | +13,66        |
| 6    | Mehdi Mouidi       | Marokko          | 73,61    | +21,25        |

Heat E
| Rang | Athlet             | Land       | Zeit (s) | Rückstand (s) |
| ---- | ------------------ | ---------- | -------- | ------------- |
| 1    | Heini Messner      | Österreich | 51,76    | -             |
| 2    | Jon Terje Øverland | Norwegen   | 51,93    | +0,17         |
| 3    | Bruno Piazzalunga  | Italien    | 52,11    | +0,35         |
| 4    | Ali Saveh          | Iran       | 57,93    | +6,17         |
| 5    | Ivar Sigmundsson   | Island     | 59,46    | +7,70         |
| -    | Petar Angelow      | Bulgarien  | DNF      | -             |

Heat F
| Rang | Athlet             | Land        | Zeit (s) | Rückstand (s) |
| ---- | ------------------ | ----------- | -------- | ------------- |
| 1    | Willy Favre        | Schweiz     | 53,65    | -             |
| 2    | Andrei Belokrinkin | Sowjetunion | 57,46    | +3,81         |
| 3    | Guy Périllat       | Frankreich  | 57,71    | +4,06         |
| -    | Burhan Alankuş     | Türkei      | DNF      | -             |
| -    | Jeremy Bujakowski  | Indien      | DNF      | -             |
| -    | Raimo Manninen     | Finnland    | DNF      | -             |

Heat G
| Rang | Athlet         | Land               | Zeit (s) | Rückstand (s) |
| ---- | -------------- | ------------------ | -------- | ------------- |
| 1    | Jimmy Heuga    | Vereinigte Staaten | 52,34    | -             |
| 2    | Ivo Mahlknecht | Italien            | 52,82    | +0,48         |
| 3    | Alfred Hagn    | BR Deutschland     | 54,04    | +1,70         |
| 4    | Tomio Sasaki   | Japan              | 55,98    | +3,64         |

Heat H
| Rang | Athlet             | Land       | Zeit (s) | Rückstand (s) |
| ---- | ------------------ | ---------- | -------- | ------------- |
| 1    | Herbert Huber      | Österreich | 53,04    | -             |
| 2    | Rune Lindström     | Schweden   | 53,85    | +0,81         |
| 3    | Richard Leatherbee | Chile      | 54,47    | +1,43         |
| 4    | Gerhard Mussner    | Italien    | 54,60    | +1,56         |
| 5    | Dorin Munteanu     | Rumänien   | 57,72    | +4,68         |
| -    | Hassan Lahmaoui    | Marokko    | DSQ      | -             |

Heat I
| Rang | Athlet              | Land           | Zeit (s) | Rückstand (s) |
| ---- | ------------------- | -------------- | -------- | ------------- |
| 1    | Aurelio García      | Spanien        | 51,44    | -             |
| 2    | Willi Lesch         | BR Deutschland | 52,07    | +0,63         |
| 3    | Jean-Pierre Augert  | Frankreich     | 52,10    | +0,66         |
| 4    | Julian Vasey        | Großbritannien | 56,02    | +4,58         |
| 5    | Reynir Brynjólfsson | Island         | 59,85    | +8,41         |
| -    | Ghassan Keyrouz     | Libanon        | DSQ      | -             |

Heat J
| Rang | Athlet           | Land          | Zeit (s) | Rückstand (s) |
| ---- | ---------------- | ------------- | -------- | ------------- |
| 1    | Bjarne Strand    | Norwegen      | 54,18    | -             |
| 2    | Alain Penz       | Frankreich    | 54,63    | +0,45         |
| 3    | Wolfgang Ender   | Liechtenstein | 55,55    | +1,37         |
| 4    | Félipe Briones   | Chile         | 59,76    | +5,58         |
| 5    | Dimitrios Pappos | Griechenland  | 70,88    | +16,70        |
| -    | Yoshinari Kida   | Japan         | DSQ      | -             |

Heat K
| Rang | Athlet                  | Land               | Zeit (s) | Rückstand (s) |
| ---- | ----------------------- | ------------------ | -------- | ------------- |
| 1    | Karl Schranz            | Österreich         | 52,56    | -             |
| 2    | Spider Sabich           | Vereinigte Staaten | 53,52    | +0,96         |
| 3    | Jeremy Palmer-Tomkinson | Großbritannien     | 54,35    | +1,79         |
| 4    | Özer Ateşçi             | Türkei             | 70,58    | +18,02        |
| -    | Jože Gazvoda            | Jugoslawien        | DSQ      | -             |
| -    | Josef Gassner           | Liechtenstein      | DNF      | -             |

Heat L
| Rang | Athlet          | Land        | Zeit (s) | Rückstand (s) |
| ---- | --------------- | ----------- | -------- | ------------- |
| 1    | Olle Rolén      | Schweden    | 54,15    | -             |
| 2    | Peter Frei      | Schweiz     | 55,66    | +1,51         |
| 3    | Blaž Jakopič    | Jugoslawien | 57,17    | +3,02         |
| 4    | Wiktor Beljakow | Sowjetunion | 58,05    | +3,90         |
| 5    | Michael Dennis  | Neuseeland  | 72,75    | +18,60        |
| -    | Ahmet Kıbıl     | Türkei      | DSQ      | -             |

Heat M
| Rang | Athlet         | Land               | Zeit (s) | Rückstand (s) |
| ---- | -------------- | ------------------ | -------- | ------------- |
| 1    | Billy Kidd     | Vereinigte Staaten | 53,37    | -             |
| 2    | Dan Cristea    | Rumänien           | 53,75    | +0,38         |
| 3    | Peter Duncan   | Kanada             | 54,57    | +1,20         |
| -    | Björn Olsen    | Island             | DSQ      | -             |
| -    | Ryszard Ćwikła | Polen              | DSQ      | -             |
| -    | Eo Jae-sik     | Südkorea           | DSQ      | -             |

Heat N
| Rang | Athlet             | Land               | Zeit (s) | Rückstand (s) |
| ---- | ------------------ | ------------------ | -------- | ------------- |
| 1    | Rick Chaffee       | Vereinigte Staaten | 54,28    | -             |
| 2    | Wassili Melnikow   | Sowjetunion        | 54,32    | +0,04         |
| 3    | Andreas Sprecher   | Schweiz            | 54,78    | +0,50         |
| 4    | Thomas Huppert     | Neuseeland         | 64,77    | +10,49        |
| 5    | Moussa Jaalouk     | Libanon            | 73,69    | +19,41        |
| -    | Yoshiharu Fukuhara | Japan              | DSQ      | -             |

Heat O
| Rang | Athlet                | Land             | Zeit (s) | Rückstand (s) |
| ---- | --------------------- | ---------------- | -------- | ------------- |
| 1    | Bengt-Erik Grahn      | Schweden         | 54,28    | -             |
| 2    | Athanasios Tsimikalis | Griechenland     | 62,82    | +8,54         |
| -    | Milan Pažout          | Tschechoslowakei | DSQ      | -             |
| -    | Roberto Thostrup      | Argentinien      | DSQ      | -             |
| -    | Scott Henderson       | Kanada           | DSQ      | -             |
| -    | Tsuneo Noto           | Japan            | DNF      | -             |

Heat P
| Rang | Athlet                 | Land          | Zeit (s) | Rückstand (s) |
| ---- | ---------------------- | ------------- | -------- | ------------- |
| 1    | Andrzej Bachleda-Curuś | Polen         | 53,48    | -             |
| 2    | Carlos Adsera          | Spanien       | 56,04    | +2,56         |
| 3    | Hans-Walter Schädler   | Liechtenstein | 56,07    | +2,59         |
| 4    | Rod Hebron             | Kanada        | 56,12    | +2,64         |
| 5    | Said Housni            | Marokko       | 79,93    | +26,45        |
| -    | Ovaness Meguerdonian   | Iran          | DNF      | -             |

Heat Q
| Rang | Athlet           | Land        | Zeit (s) | Rückstand (s) |
| ---- | ---------------- | ----------- | -------- | ------------- |
| 1    | Eberhard Riedel  | DDR         | 53,62    | -             |
| 2    | Carlo Senoner    | Italien     | 54,18    | +0,56         |
| 3    | Gustavo Ezquerra | Argentinien | 57,09    | +3,47         |
| 4    | Andrej Klinar    | Jugoslawien | 58,16    | +4,54         |
| 5    | Malcolm Milne    | Australien  | 83,26    | +29,64        |
| 6    | Mohamed Aomar    | Marokko     | 89,54    | +35,92        |

### Runde 2
Der Gewinner jedes Heats qualifizierte sich fürs Finale.
Heat A
| Rang | Athlet                | Land           | Zeit (s) | Rückstand (s) |
| ---- | --------------------- | -------------- | -------- | ------------- |
| 1    | Ulf Ekstam            | Finnland       | 55,44    | -             |
| 2    | Ian Todd              | Großbritannien | 57,58    | +2,14         |
| 3    | Kristinn Benediktsson | Island         | 62,05    | +6,61         |
| 4    | Nagib Barrak          | Libanon        | 85,73    | +30,29        |

Heat B
| Rang | Athlet          | Land           | Zeit (s) | Rückstand (s) |
| ---- | --------------- | -------------- | -------- | ------------- |
| 1    | Luggi Leitner   | BR Deutschland | 53,47    | -             |
| 2    | Jorge Rodríguez | Spanien        | 55,44    | +1,97         |
| 3    | Robert Palmer   | Neuseeland     | 56,24    | +2,77         |
| 4    | Mehmet Yıldırım | Türkei         | 62,39    | +8,92         |

Heat C
| Rang | Athlet                    | Land           | Zeit (s) | Rückstand (s) |
| ---- | ------------------------- | -------------- | -------- | ------------- |
| 1    | Francisco Fernández Ochoa | Spanien        | 56,19    | -             |
| 2    | Luke O'Reilly             | Großbritannien | 56,61    | +0,42         |
| 3    | Murray Gardner            | Neuseeland     | 62,08    | +5,89         |
| -    | Lotfollah Kia Shemshaki   | Iran           | DNF      | -             |

Heat D
| Rang | Athlet             | Land           | Zeit (s) | Rückstand (s) |
| ---- | ------------------ | -------------- | -------- | ------------- |
| 1    | Max Rieger         | BR Deutschland | 54,52    | -             |
| 2    | Mario Vera         | Chile          | 58,05    | +3,53         |
| 3    | Mehdi Mouidi       | Marokko        | 70,90    | +16,38        |
| -    | Fayzollah Band Ali | Iran           | DSQ      | -             |

Heat E
| Rang | Athlet            | Land      | Zeit (s) | Rückstand (s) |
| ---- | ----------------- | --------- | -------- | ------------- |
| 1    | Petar Angelow     | Bulgarien | 57,60    | -             |
| 2    | Ali Saveh         | Iran      | 57,87    | +0,27         |
| 3    | Ivar Sigmundsson  | Island    | 62,20    | +4,60         |
| -    | Bruno Piazzalunga | Italien   | DNF      | -             |

Heat F
| Rang | Athlet            | Land       | Zeit (s) | Rückstand (s) |
| ---- | ----------------- | ---------- | -------- | ------------- |
| 1    | Guy Périllat      | Frankreich | 55,37    | -             |
| 2    | Jeremy Bujakowski | Indien     | 57,78    | +2,41         |

Heat G
| Rang | Athlet       | Land           | Zeit (s) | Rückstand (s) |
| ---- | ------------ | -------------- | -------- | ------------- |
| 1    | Alfred Hagn  | BR Deutschland | 55,43    | -             |
| 2    | Tomio Sasaki | Japan          | 56,62    | +1,19         |

Heat H
| Rang | Athlet             | Land     | Zeit (s) | Rückstand (s) |
| ---- | ------------------ | -------- | -------- | ------------- |
| 1    | Richard Leatherbee | Chile    | 55,51    | -             |
| 2    | Gerhard Mussner    | Italien  | 55,55    | +0,04         |
| 3    | Dorin Munteanu     | Rumänien | 56,05    | +0,54         |
| 4    | Hassan Lahmaoui    | Marokko  | 69,16    | +13,65        |

Heat I
| Rang | Athlet              | Land           | Zeit (s) | Rückstand (s) |
| ---- | ------------------- | -------------- | -------- | ------------- |
| 1    | Jean-Pierre Augert  | Frankreich     | 54,91    | -             |
| 2    | Julian Vasey        | Großbritannien | 60,24    | +5,33         |
| 3    | Reynir Brynjólfsson | Island         | 64,70    | +9,79         |
| 4    | Ghassan Keyrouz     | Libanon        | 78,11    | +23,20        |

Heat J
| Rang | Athlet           | Land          | Zeit (s) | Rückstand (s) |
| ---- | ---------------- | ------------- | -------- | ------------- |
| 1    | Wolfgang Ender   | Liechtenstein | 56,73    | -             |
| 2    | Yoshinari Kida   | Japan         | 57,87    | +1,14         |
| 3    | Dimitrios Pappos | Griechenland  | 86,46    | +29,73        |
| -    | Félipe Briones   | Chile         | DNF      | -             |

Heat K
| Rang | Athlet                  | Land           | Zeit (s) | Rückstand (s) |
| ---- | ----------------------- | -------------- | -------- | ------------- |
| 1    | Jeremy Palmer-Tomkinson | Großbritannien | 56,14    | -             |
| 2    | Josef Gassner           | Liechtenstein  | 57,74    | +1,60         |
| 3    | Jože Gazvoda            | Jugoslawien    | 59,82    | +3,68         |
| 4    | Özer Ateşçi             | Türkei         | 74,83    | +18,69        |

Heat L
| Rang | Athlet          | Land        | Zeit (s) | Rückstand (s) |
| ---- | --------------- | ----------- | -------- | ------------- |
| 1    | Blaž Jakopič    | Jugoslawien | 55,07    | -             |
| 2    | Wiktor Beljakow | Sowjetunion | 55,56    | +0,49         |
| 3    | Ahmet Kıbıl     | Türkei      | 64,52    | +9,45         |
| 4    | Michael Dennis  | Neuseeland  | 66,78    | +11,71        |

Heat M
| Rang | Athlet         | Land     | Zeit (s) | Rückstand (s) |
| ---- | -------------- | -------- | -------- | ------------- |
| 1    | Ryszard Ćwikła | Polen    | 54,47    | -             |
| 2    | Peter Duncan   | Kanada   | 55,07    | +0,60         |
| 3    | Björn Olsen    | Island   | 58,46    | +3,99         |
| -    | Eo Jae-sik     | Südkorea | DSQ      | -             |

Heat N
| Rang | Athlet             | Land       | Zeit (s) | Rückstand (s) |
| ---- | ------------------ | ---------- | -------- | ------------- |
| 1    | Andreas Sprecher   | Schweiz    | 52,99    | -             |
| 2    | Yoshiharu Fukuhara | Japan      | 56,82    | +3,83         |
| 3    | Moussa Jaalouk     | Libanon    | 69,06    | +16,07        |
| -    | Thomas Huppert     | Neuseeland | DSQ      | -             |

Heat O
| Rang | Athlet           | Land             | Zeit (s) | Rückstand (s) |
| ---- | ---------------- | ---------------- | -------- | ------------- |
| 1    | Milan Pažout     | Tschechoslowakei | 55,96    | -             |
| 2    | Tsuneo Noto      | Japan            | 56,60    | +0,64         |
| 3    | Scott Henderson  | Kanada           | 56,71    | +0,75         |
| 4    | Roberto Thostrup | Argentinien      | 60,80    | +4,84         |

Heat P
| Rang | Athlet               | Land          | Zeit (s) | Rückstand (s) |
| ---- | -------------------- | ------------- | -------- | ------------- |
| 1    | Rod Hebron           | Kanada        | 54,52    | -             |
| 2    | Hans-Walter Schädler | Liechtenstein | 55,21    | +0,69         |
| 3    | Ovaness Meguerdonian | Iran          | 63,41    | +8,89         |

Heat Q
| Rang | Athlet           | Land        | Zeit (s) | Rückstand (s) |
| ---- | ---------------- | ----------- | -------- | ------------- |
| 1    | Malcolm Milne    | Australien  | 58,08    | -             |
| 2    | Andrej Klinar    | Jugoslawien | 59,36    | +1,28         |
| 3    | Gustavo Ezquerra | Argentinien | 59,96    | +1,88         |
| 4    | Mohamed Aomar    | Marokko     | 80,03    | +21,95        |